# Tribremia brevitarsis
Tribremia brevitarsis är en tvåvingeart som först beskrevs av Jean-Jacques Kieffer 1904.  Tribremia brevitarsis ingår i släktet Tribremia och familjen gallmyggor.
Artens utbredningsområde är Frankrike. Inga underarter finns listade i Catalogue of Life.